# Laothoe amurensis
Laothoe amurensis ist ein Schmetterling (Nachtfalter) aus der Familie der Schwärmer (Sphingidae). Laothoe sinica, welche in Zentralchina vorkommt, wird von manchen Autoren als Unterart von Laothoe amurensis angesehen, scheint jedoch eine eigene, nahe verwandte Art zu sein.

## Merkmale
Die Falter erreichen eine Flügelspannweite von 75 bis 95 Millimetern. Die Art sieht der Nominatunterart des Pappelschwärmers (Laothoe populi) sehr ähnlich, kann von dieser jedoch leicht durch das Fehlen des rostroten Flecks an der Hinterflügelbasis unterschieden werden. Laothoe amurensis weist dort bei manchen Individuen maximal eine braune Tönung auf. Die Grundfarbe des Körpers ist wie auch bei der ähnlichen Art variabel und reicht von gelbbraun über pink bis zu verschiedenen Grautönen. Die forma baltica ist dunkelgrau gefärbt und kleinwüchsiger. Der Sacculus der männlichen Genitalien ist deutlich breiter als beim Pappelschwärmer und hat zwei sehr breite Fortsätze. Der Aedeagus ist nahezu am gesamten Rand mehrfach bedornt, wobei die Dornen auf der einen Seite klein sind. Der Uncus ist kürzer als bei der ähnlichen Art, der Gnathos ist unterseits gleichmäßiger konvex, seine Seiten sind gerader und die Spitze ist stumpfer.

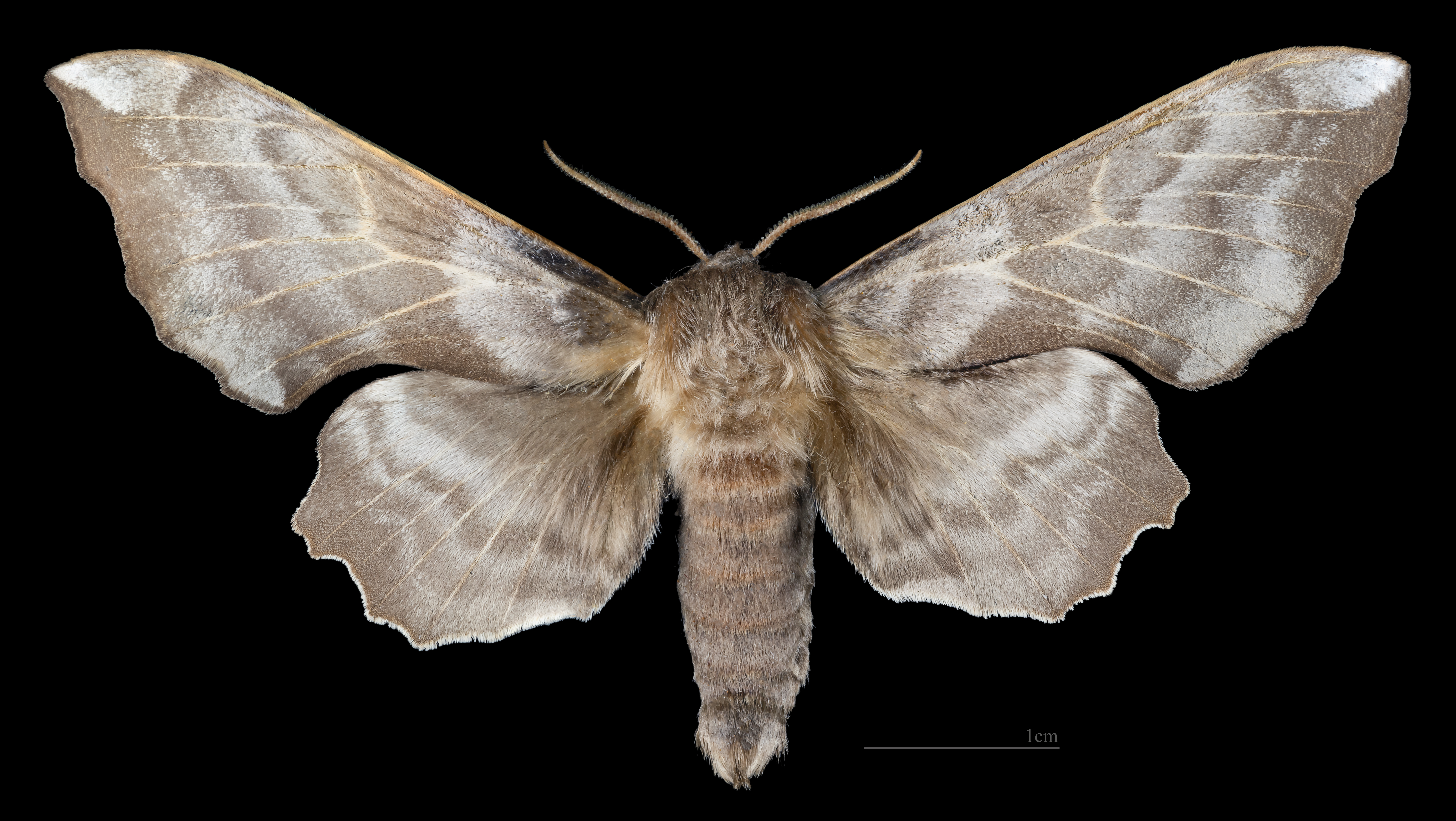
Laothoe amurensis ♂
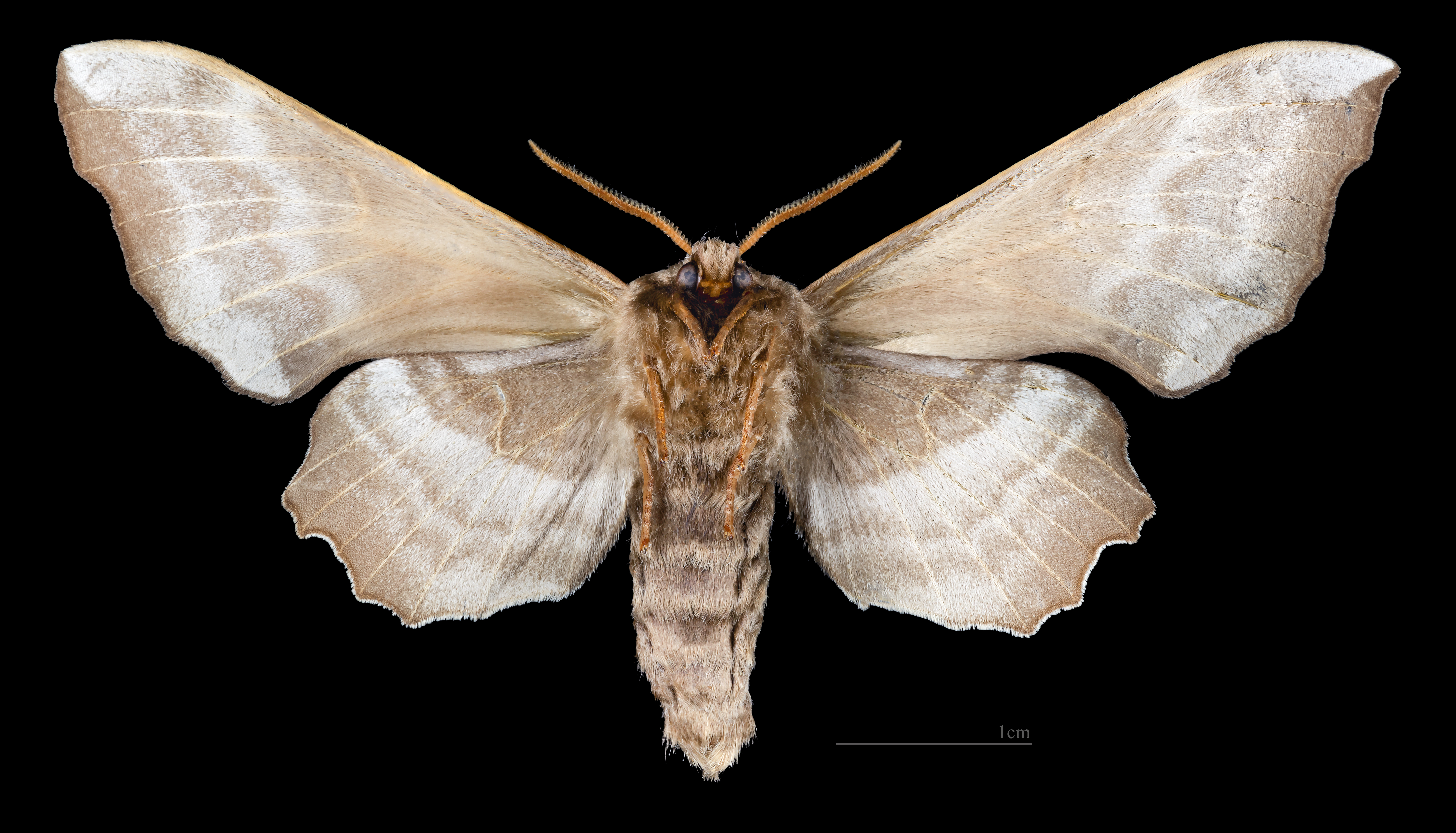
Laothoe amurensis ♂   △

Die Eier sind mit 2,3 mal 2,0 mal 1,9 Millimetern Größe verhältnismäßig groß. Sie sind glänzend grüngelb gefärbt und dorsoventral abgeflacht. Die Raupen werden 65 bis 80 Millimeter lang und sind damit etwas größer als die des Pappelschwärmers. Sie treten in einer blaugrünen und einer dunkelgrünen Farbvariante auf. Kurz nach dem Schlupf sind sie blassgrün gefärbt, nach Beginn der Nahrungsaufnahme ist ihre Musterung schwach gelblich. Im zweiten Stadium ist ihre Färbung bereits komplett ausgebildet. Ihr Körper ist dann blaugrün oder gelegentlich dunkelgrün mit weißen, schrägen Seitenstreifen auf dem ersten bis achten Hinterleibssegment. Der Körper ist mit zahlreichen feinen weißen Tuberkeln bedeckt. Die Raupen sehen denen des Pappelschwärmers sehr ähnlich, haben jedoch größere Stigmen und weisen ein Paar vergrößerter Tuberkel am Rücken des zweiten Thoraxsegments auf. Diese Tuberkel werden mit Fortschreiten der Entwicklung zunehmend auffälliger. Die Stigmen sind weiß gefärbt und braun umrandet, das kurze Analhorn ist bläulich und seitlich weiß gepunktet. Wie auch bei der ähnlichen Art verfärbt sich die Raupe vor der Verpuppung hell violettfarben. Die Puppe ist 30 bis 43 Millimeter lang. Sie ist in ihrem Aussehen und der Färbung nahezu identisch mit der des Pappelschwärmer. Lediglich der Kremaster ist zweistufig ausgebildet.

## Vorkommen
Die Art ist vom Süden Finnlands, dem Osten Polens, Weißrussland und den baltischen Staaten über den europäischen Teil Russlands und den Norden Kasachstans bis in den Westen Sibiriens und zum Altai Russlands und Chinas verbreitet. Die Art tritt weiters in Süd- und Ostsibirien, der Tuwinischen Volksrepublik, Burjatien, der Äußeren Mandschurei, Ussuri, Sachalin, der Nordmongolei, Nordostchina und Japan auf. Nachweise aus China südwestlich von Jilin beziehen sich auf Laothoe sinica, bei den Nachweisen aus Korea könnte es sich teilweise auch um diese Art handeln, die Nominatunterart von Laothoe amurensis wurde jedoch dort ebenso nachgewiesen. Die Art ist im Norden Europas relativ selten und wird immer wieder über längere Zeiträume nicht nachgewiesen. Durch vermehrte Lichtfänge in schlecht zugänglichen Gebieten werden jedoch regelmäßig neue Nachweisorte entdeckt.
Die Tiere besiedeln lichte Bereiche in Wäldern und Gewässerufer mit reichlichem Bewuchs von Espen (Populus tremula). Nur sehr selten findet man sie außerhalb dieser Lebensräume.

## Lebensweise
Die Lebensweise von Laothoe amurensis ähnelt der des Pappelschwärmers sehr. Die Imagines fliegen nur selten vor Mitternacht. Häufig kann man die Falter beim hin- und herfliegen über stillen Gewässern beobachten, wobei sie wiederholt in das Wasser eintauchen, um zu trinken.

### Flug- und Raupenzeiten
Die Falter fliegen je nach Standort in einer Generation zwischen Ende Mai und Anfang Juli, wobei das Flugmaximum in den ersten zehn Junitagen liegt. Im südlichen Ural fliegt die Art von Mitte Juni bis Anfang Juli. Durch künstliche Aufzucht unter warmen Temperaturbedingungen wird eine zweite partielle bis vollständige zweite Generation ausgebildet, was darauf schließen lässt, dass dies unter natürlichen Voraussetzungen auch möglich ist. Die Raupen findet man zwischen Ende Juni und Anfang August. In Sibirien treten die Raupen gelegentlich in Massen auf.

### Nahrung der Raupen
Die Raupen ernähren sich hauptsächlich von Espe (Populus tremula) und Populus lancifolia, seltener werden andere Pappeln (Populus) und Weiden (Salix) gefressen.

## Entwicklung
Die Weibchen legen weniger als 100 Eier einzeln auf der Blattunterseite oder am Blattstiel der Nahrungspflanzen ab. Nach 10 bis 12 Tagen schlüpfen die Raupen. Direkt nach dem Schlupf beginnen die Raupen mit dem Fraß an ausgewachsenen Blättern der Nahrungspflanzen. Diese werden zunächst skelettiert, mit zunehmendem Wachstum bis auf die Mittelrippe komplett gefressen. Wie auch die Raupen des Pappelschwärmers sind die Raupen von Laothoe amurensis beim Fressen verschwenderisch und lassen große Blattteile zu Boden fallen. Die Raupen sind anfangs nachtaktiv und ruhen tagsüber ausgestreckt auf der Blattunterseite. Ab dem zweiten Stadium ruht die Raupe in der für viele Schwärmerarten typischen Sphinxstellung mit aufgerichtetem Vorderkörper. Dabei halten sie sich nur mit den letzten zwei oder drei Bauchbeinpaare am Blatt fest. Ausgewachsene Raupen neigen dazu einzeln am Blattstiel hoch oben in ausgewachsenen Bäumen zu ruhen, wo sie durch ihre Farbe gut getarnt sind. An Pappeln durchleben die meisten Raupen nur vier Stadien, manche jedoch, wie auch die, die an Weiden fressen, häuten sich vor der Verpuppung ein weiteres Mal. Nach 40 bis 50 Tagen sind die Raupen ausgewachsen. Die Verpuppung erfolgt schließlich bereits nach etwa vier Tagen nach dem Eingraben im Erdboden, in einer zwei bis drei Zentimeter tief liegenden unüberzogenen Kammer an der Basis eines Baums oder eines Grasbüschels. Die Puppe überwintert. Die Falter schlüpfen im nächsten Jahr, die der gleichen Population allesamt innerhalb einer Spanne fünf bis sieben Tagen und leben anschließend nur sechs bis zehn Tage lang. Dies lässt den Schluss zu, dass die Falter an ein Leben in der Borealen Zone mit kurzen, warmen Sommern und langen, kalten Wintern angepasst sind.

## Spezialisierte Feinde
An Laothoe amurensis wurden die beiden Schlupfwespenarten Netelia testacea und Netelia vinulae als Parasitoide nachgewiesen.

## Belege